# Rotselaar
Rotselaar (nom en néerlandais, officiel au niveau fédéral en français, parfois encore orthographié Rotselaer en français) est une commune néerlandophone de Belgique située en Région flamande dans la province du Brabant flamand.

## Sections de commune
| # | Nom       | Superf. (km²). | Habitants (2020). | Habitants par km² | Code INS |
| - | --------- | -------------- | ----------------- | ----------------- | -------- |
| 1 | Rotselaar | 18,46          | 8.863             | 480               | 24094A   |
| 2 | Werchter  | 10,22          | 3.626             | 355               | 24094B   |
| 3 | Wezemaal  | 8,54           | 4.534             | 531               | 24094C   |

## Histoire
Le 26 août 1914, l'armée impériale allemande exécute 19 civils et détruit 67 bâtiments lors des atrocités allemandes commises au début de l'invasion.

## Héraldique
|  | La commune possède des armoiries qui lui ont été octroyées le 25 janvier 1973 et confirmé le 2 février 1982. Elles proviennent des armoiries de la famille Rotselaar et la plus ancienne utilisation connue est celle de Gerard van Rotselaar sur un sceau datant de 1272. Les sceaux du conseil de Rotselaer sont connus depuis le XIVe siècle et ont toujours montré trois fleurs de lys raccourcies. Les armoiries sont également utilisées par Haecht qui était une autre possession de la famille. Blasonnement : D'argent à trois fleurs de lys coupées de gueules. - Délibération communale : 30 septembre 1981 - Arrêté de l'exécutif de la communauté : 2 février 1982 - Moniteur belge : 21 avril 1982 sans le blasonnement et 4 janvier 1995 Source du blasonnement : Heraldy of the World. |

## Évolution démographique

### Démographie: Avant la fusion des communes
- Source: DGS recensements population

### Démographie: Commune fusionée
Graphe de l'évolution de la population de la commune (la commune de Rotselaar étant née de la fusion des anciennes communes de Rotselaar, de Wezemaal et de Werchter, les données ci-après intègrent les trois communes dans les données avant 1977).
Les chiffres des années 1831 à 1970 tiennent compte des chiffres des anciennes communes fusionnées.
- Source: DGS , de 1831 à 1981=recensements population; à partir de 1990 = nombre d'habitants chaque 1 janvier[6]
- 1846: Scission de Tremelo en 1837 de la section de Werchter

## Lieux et monuments
- Donjon Ter Heyden
- Église Saint-Pierre de Rotselaar
- Église Saint-Martin de Wezemaal
- Église Saint-Jean-Baptiste de Werchter
- Brasserie Mena

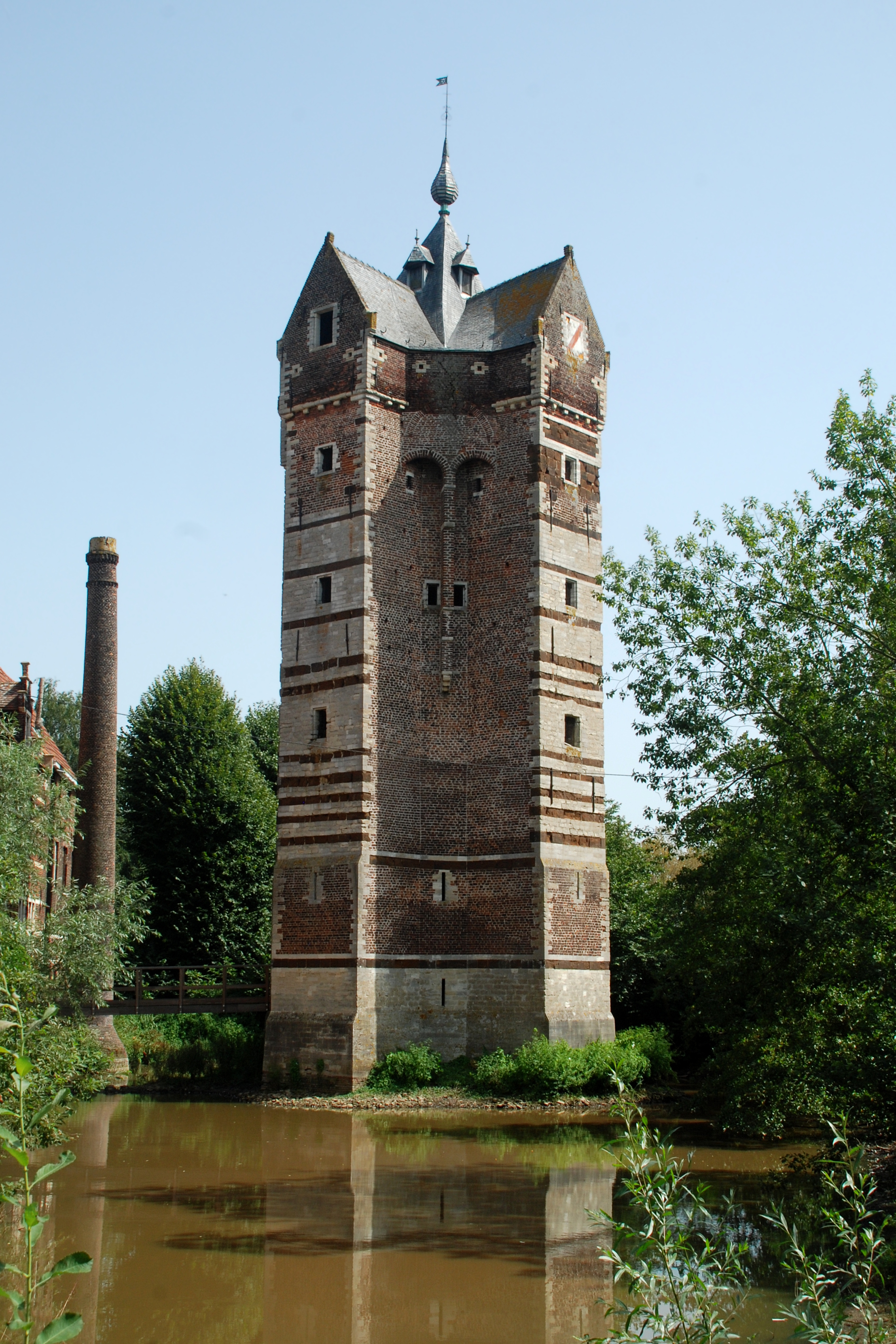
Donjon Ter Heyden.
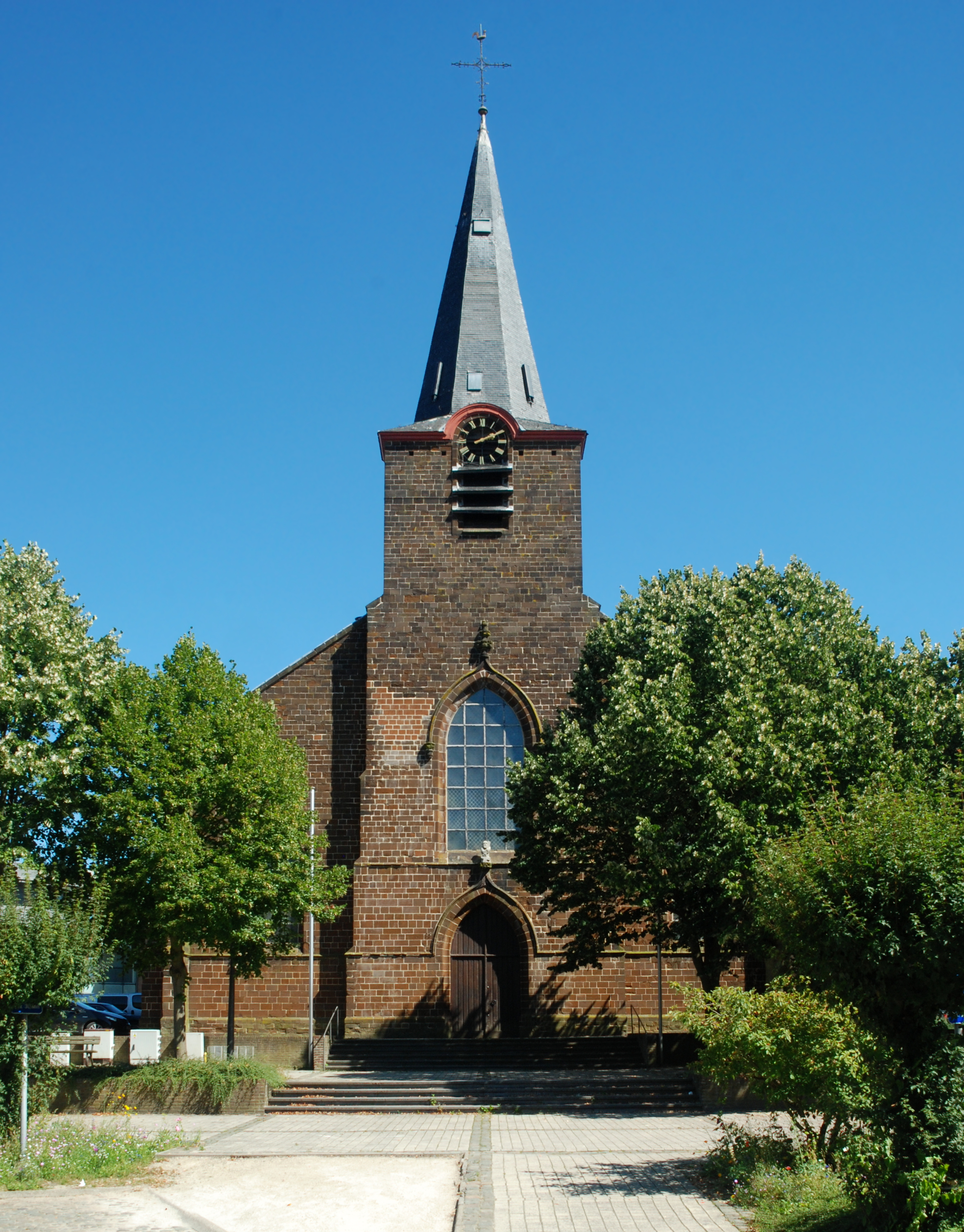
Église Saint-Pierre de Rotselaar.
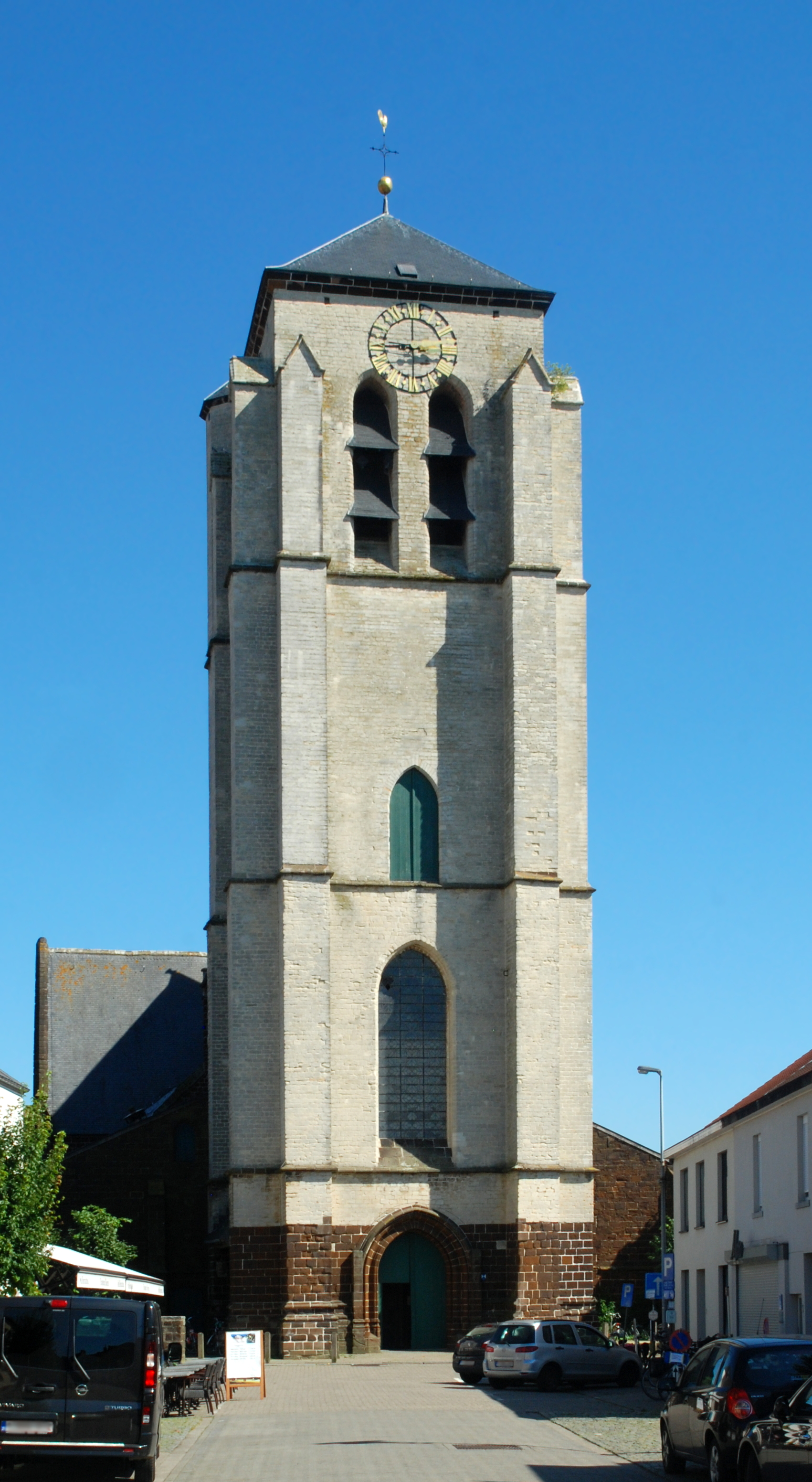
Église Saint-Martin de Wezemaal.
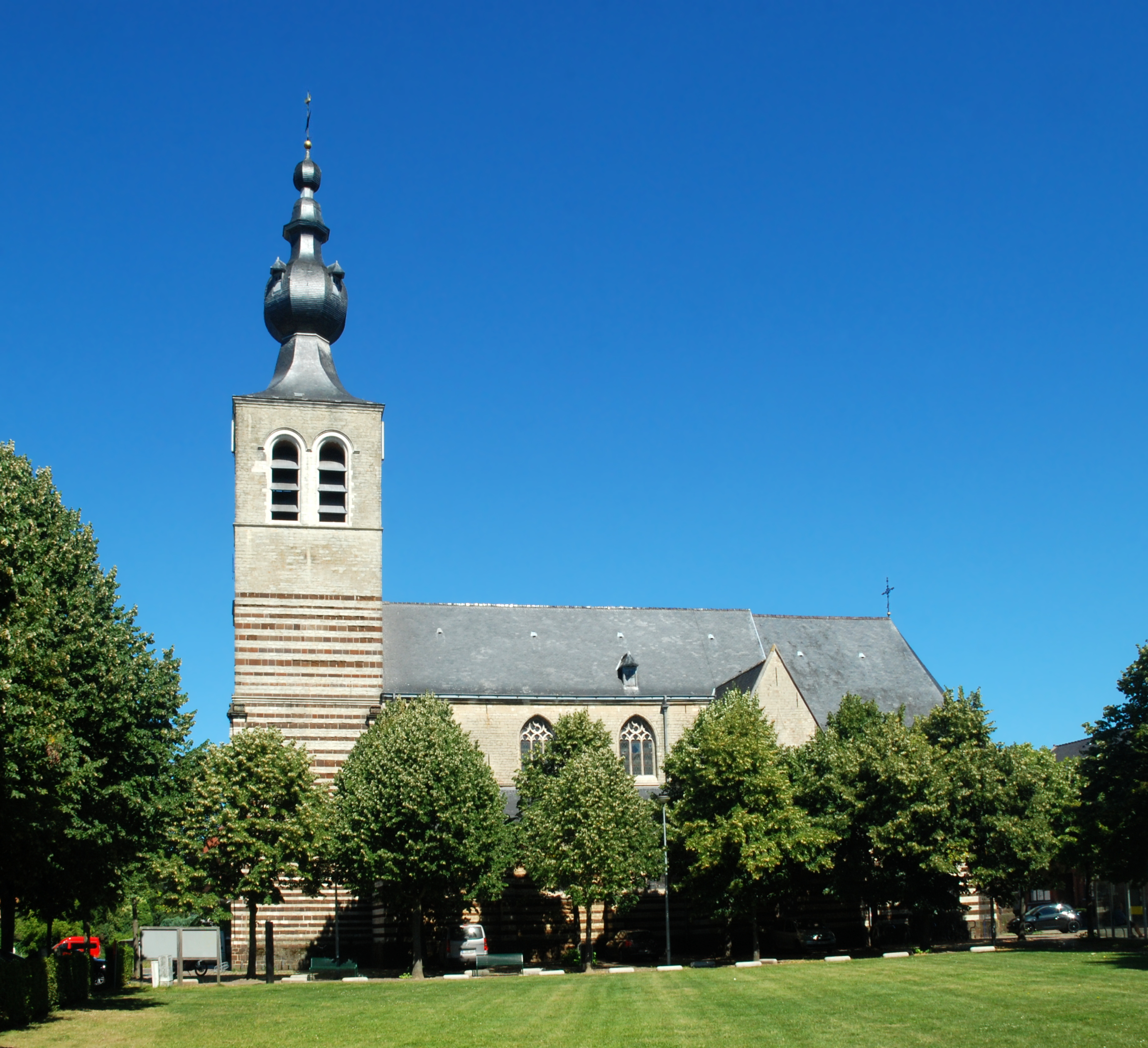
Église Saint-Jean-Baptiste de Werchter.
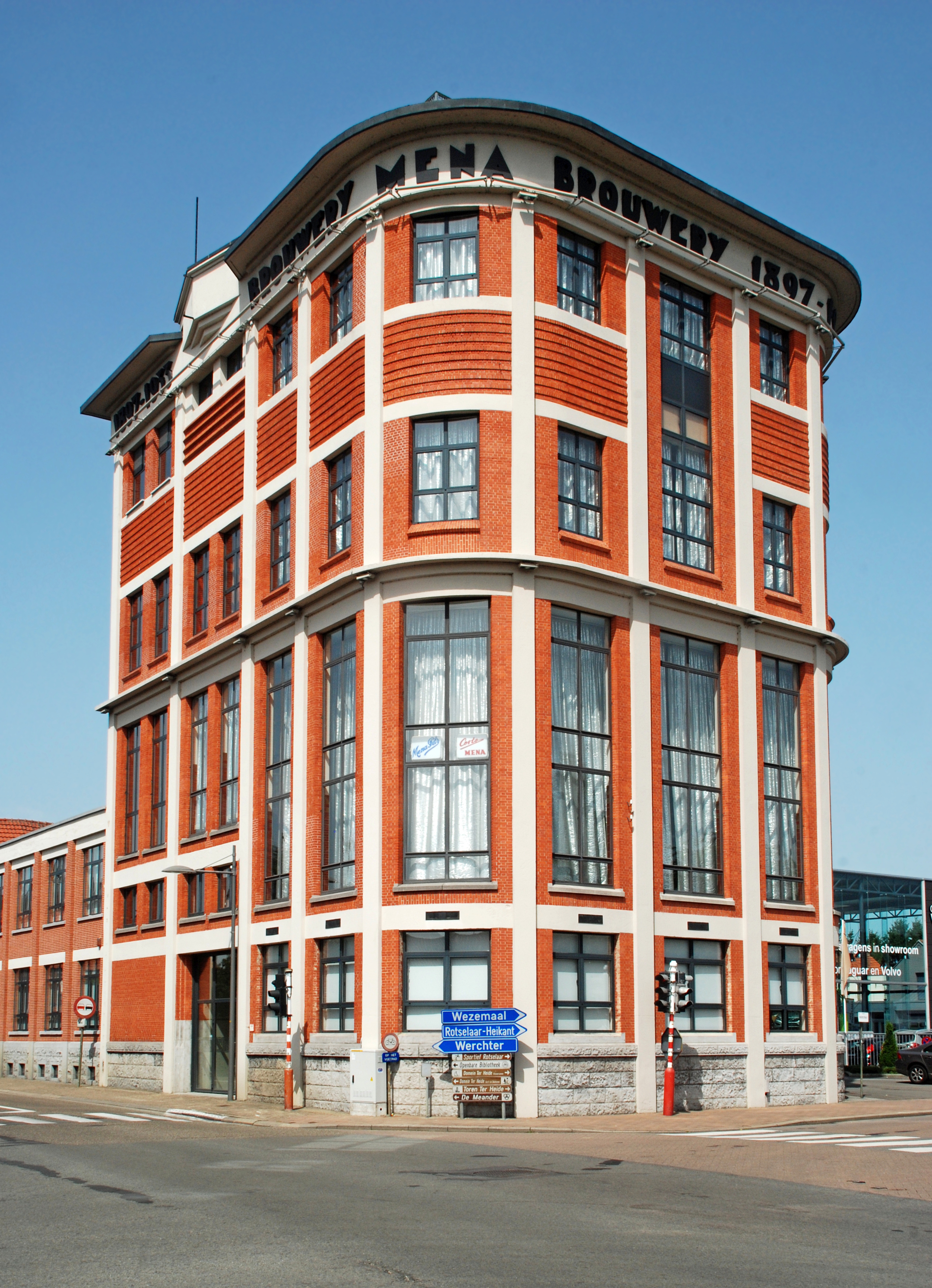
Brasserie Mena.

## Personnalités
- Paul Bouts (1900-1999), phrénologue et pédagogue belge.